# Ardisia venulosa
Ardisia venulosa är en viveväxtart som beskrevs av C.M.Hu. Ardisia venulosa ingår i släktet Ardisia och familjen viveväxter. Inga underarter finns listade i Catalogue of Life.